# Blue Blood and Red
Pour plus de détails, voir Fiche technique et Distribution.
Blue Blood and Red est un film américain réalisé par Raoul Walsh, sorti en 1916.

## Synopsis
Lorsqu'Algernon DuPont se fait expulser d'Harvard, son père millionnaire le met dehors. Il part alors vers l'Ouest avec son valet. En route, il montre qu'il sait se débrouiller et même se battre. Il tombe amoureux de la fille d'un riche rancher et parvient à déjouer le complot d'un cow-boy jaloux grâce à ses poings et à son arme. Il se marie avec elle, et après la naissance de jumeaux, ils partent vers l'Est, où Algernon se réconcilie avec son père.

## Fiche technique
- Titre original : Blue Blood and Red
- Réalisation : Raoul Walsh
- Scénario : Raoul Walsh
- Photographie : Georges Benoît, Len Powers, George Richter
- Production : Raoul Walsh
- Société de production : Fox Film Corporation
- Société de distribution : Fox Film Corporation
- Pays de production :  États-Unis
- Langue originale : anglais
- Format : noir et blanc — 35 mm — 1,37:1 — Film muet
- Genre : Comédie, Western
- Durée : 50 minutes
- Dates de sortie :
  - États-Unis : 2 avril 1916
- Licence : Domaine public

## Distribution
- George Walsh : Algernon DuPont
- Martin Kinney : Peterkin
- Doris Pawn
- James A. Marcus
- Jack Woods
- Augustus Carney
- Vester Pegg